# Ismaíl al-Záfir
Ismaíl al-Záfir, également connu sous le nom d’Ismail al-Zûfir, Ismāʿīl aẓ-Ẓāfir ou Ismael az-Zûfir (arabe andalou : الظافر إسماعيل)  est le premier roi de la Taïfa de Tolède , appartenant à la dynastie Dhunnunides , règne de 1032 jusqu’à sa mort en 1043, et est remplacé par son fils Yahyâ al-Ma'mûn  . Il était mécène de la science et de l’art, et en particulier la littérature.  Son passe-temps, était la poésie et pour cette raison il écrivit plusieurs poèmes 